# BQ Возничего
BQ Возничего (лат. BQ Aurigae) — одиночная переменная звезда в созвездии Возничего на расстоянии (вычисленном из значения параллакса) приблизительно 5734 световых лет (около 1758 парсеков) от Солнца. Видимая звёздная величина звезды — от +14,5m до +13,4m.

## Характеристики
BQ Возничего — красная углеродная пульсирующая медленная неправильная переменная звезда (LB) спектрального класса C5,3(N). Эффективная температура — около 3303 К.